# Quy đầu
Quy đầu (chữ Hán: 龜頭, tức là "đầu rùa") là đầu nhạy cảm và cương cứng được của dương vật. Qui đầu được bao bọc toàn phần hay bán phần bởi bao quy đầu. Quy đầu phơi bày hoàn toàn khi da quy đầu tuột khỏi nó khi giao hợp hay thủ dâm do dương vật cương cứng và vươn thẳng nở rộng, hay do cắt bao quy đầu.

## Từ nguyên
Do quy đầu có lớp da có thể bao phủ hoặc tuột xuống để lộ quy đầu giống đầu con rùa cũng có thể rút ra vào nên gọi là quy đầu (đầu rùa).

## Chi tiết giải phẫu

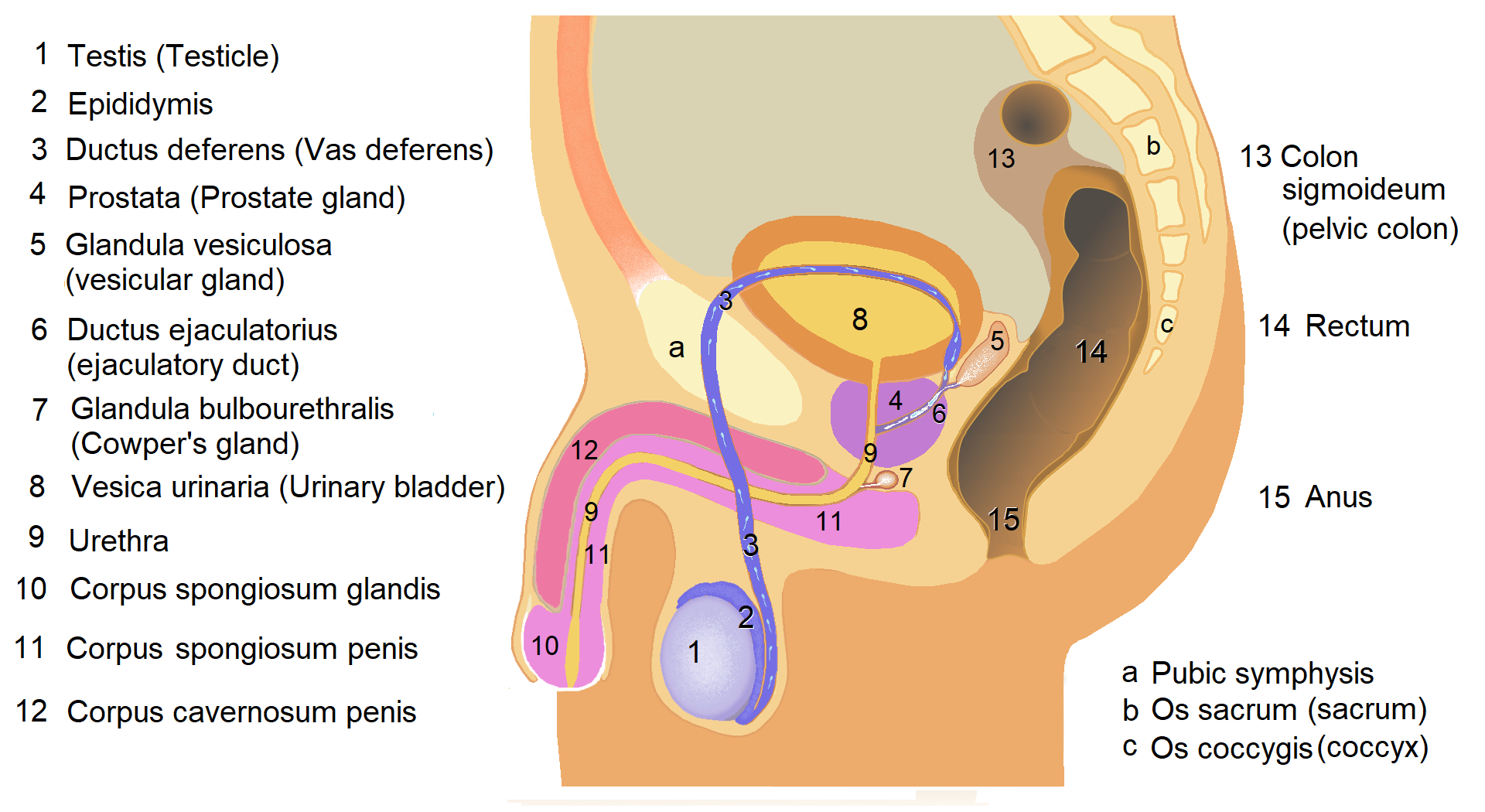
Giải phẫu quy đầu nam giới.

Qui đầu là một phần của đầu thể xốp (corpus spongiosum) được nở rộng và có hình nón cụt. Mặt dưới của quy đầu cũng nằm dựa vào phần đỉnh tròn của 2 thể hang (corpora cavernosa penis). Ở đỉnh của qui đầu là một lỗ rãnh dài gọi là lỗ tiểu hay lỗ niệu đạo (tinh dịch cũng được phóng ra ngoài lỗ này). Vòng nở ngoài của phần đáy của qui đầu gọi là vành quy đầu (corona glandis), lớp vành ngoài này phủ lấy một đường rãnh tròn gọi là rãnh quy đầu (the coronal sulcus), dưới rãnh này là cổ dương vật.
Nam giới độ tuổi 20-30 tuổi thường xuất hiện ở vùng rãnh quy đầu những hạt nhỏ li ti đồng dạng, xếp thành 2 hoặc 3 hàng chạy xung quanh rãnh quy đầu, không gây ra triệu chứng gì. Chúng được gọi là chuỗi hạt ngọc dương vật ("Hirsuties coronae glandis" hay là "Pearly penile papules"). Chúng hoàn toàn vô hại
Da qui đầu có chức năng bảo vệ và duy trì độ ẩm của lớp niêm mạc của da quy đầu.. Với những đàn ông đã cắt bao quy đầu, quy đầu thường xuyên lộ ra ngoài và khô. Szabo và Short cho thấy dương vật đã cắt bao quy đầu sẽ không có lớp keratin dày hơn.
Một số nghiên cứu đã cho thấy rằng quy đầu cũng không kém phần nhạy cảm ở nam giới đã cắt bao quy đầu và không cắt, trong khi những người khác đã nói rằng nó là nhạy cảm hơn ở nam giới không cắt bao quy đầu.